# 1930年ウィンブルドン選手権
1930年 ウィンブルドン選手権（1930ねんウィンブルドンせんしゅけん、The Championships, Wimbledon 1930）に関する記事。イギリス・ロンドン郊外にある「オールイングランド・ローンテニス・アンド・クローケー・クラブ」にて開催。

## シード選手

### 男子シングルス
1. アンリ・コシェ　（ベスト8）
2. ビル・チルデン　（優勝、9年ぶり3度目）
3. ジャン・ボロトラ　（ベスト4）
4. ジョン・ドエグ　（ベスト4）
5. ジョージ・ロット　（ベスト8）
6. ヘンリー・オースチン　（4回戦）
7. ウンベルト・デ・モルプルゴ　（3回戦）
8. エドガー・ムーン　（1回戦）

### 女子シングルス
1. ヘレン・ウィルス・ムーディ　（優勝、大会4連覇）
2. フィービ・ワトソン　（1回戦、不戦敗）
3. ヘレン・ジェイコブス　（ベスト8）
4. リリ・デ・アルバレス　（1回戦、不戦敗）
5. シモーヌ・マチュー　（ベスト4）
6. シリー・アウセム　（ベスト4）
7. フィリス・マドフォード　（ベスト8）
8. エリザベス・ライアン　（準優勝）

### 男子ダブルス
1. ジョージ・ロット＆ ジョン・ドエグ
2. ウィルマー・アリソン＆ ジョン・バン・リン
3. アンリ・コシェ＆ ジャック・ブルニョン
4. イアン・コリンズ＆ コリン・グレゴリー

### 女子ダブルス
1. ヘレン・ウィルス・ムーディ＆ エリザベス・ライアン
2. キティ・ゴッドフリー＆ フィービ・ワトソン
3. ジョーン・フライ＆ アーミントルード・ハーベイ
4. エディット・クロス＆ サラ・ポールフリー

### 混合ダブルス
1. ビル・チルデン＆ シリー・アウセム
2. ジャック・クロフォード＆ エリザベス・ライアン
3. アンリ・コシェ＆ アイリーン・ベネット
4. ジャン・ボロトラ＆ リリ・デ・アルバレス

## 大会経過

### 男子シングルス
準々決勝
- ウィルマー・アリソン vs.  アンリ・コシェ　6-4, 6-4, 6-3
- ジョン・ドエグ vs.  グレゴリー・マンジン　6-3, 1-6, 6-3, 6-4
- ジャン・ボロトラ vs.  ジョージ・ロット　2-6, 6-3, 6-3, 6-4
- ビル・チルデン vs.  コリン・グレゴリー　6-1, 6-2, 6-3

準決勝
- ウィルマー・アリソン vs.  ジョン・ドエグ　6-3, 4-6, 8-6, 3-6, 7-5
- ビル・チルデン vs.  ジャン・ボロトラ　0-6, 6-4, 4-6, 6-0, 7-5

### 女子シングルス
準々決勝
- ヘレン・ウィルス・ムーディ vs.  フィリス・マドフォード　6-1, 6-2
- シモーヌ・マチュー vs.  ジョーン・リドレー　6-2, 6-1
- シリー・アウセム vs.  ヘレン・ジェイコブス　6-2, 6-1
- エリザベス・ライアン vs.  ベティ・ナットール　6-2, 2-6, 6-0

準決勝
- ヘレン・ウィルス・ムーディ vs.  シモーヌ・マチュー　6-3, 6-2
- エリザベス・ライアン vs.  シリー・アウセム　6-3, 0-6, 4-4 （途中棄権）

## 決勝戦の結果
男子シングルス
- ビル・チルデン vs.  ウィルマー・アリソン　6-3, 9-7, 6-4

女子シングルス
- ヘレン・ウィルス・ムーディ vs.  エリザベス・ライアン　6-2, 6-2

男子ダブルス
- ウィルマー・アリソン＆ ジョン・バン・リン vs.  ジョージ・ロット＆ ジョン・ドエグ　6-3, 6-3, 6-2

女子ダブルス
- ヘレン・ウィルス・ムーディ＆ エリザベス・ライアン vs.  エディット・クロス＆ サラ・ポールフリー　6-2, 9-7

混合ダブルス
- ジャック・クロフォード＆ エリザベス・ライアン vs.  ダニエル・プレン＆ ヒルデ・クラーヴィンケル　6-1, 6-3